# Hypochalcia lignella
Hypochalcia lignella là một loài bướm đêm thuộc họ Pyralidae. Nó được tìm thấy ở Trung Âu, phía đông đến Nga.